# Проституция в Восточном Тиморе

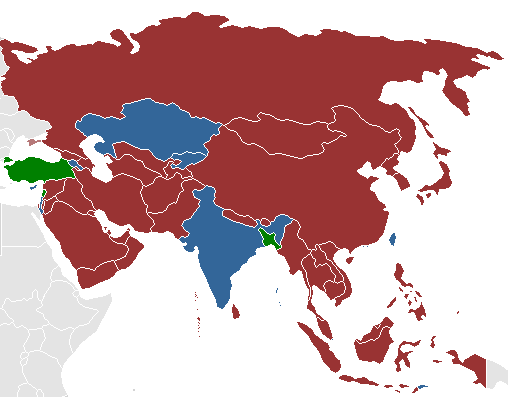
Проституция легализована и регламентирована
Проституция разрешена, но запрещены бордели и сутенёрство
Проституция запрещена
Нет данных

Проституция в Восточном Тиморе стала проблемой после того, как эта страна обрела независимость от Индонезии. Восточный Тимор был определён как основной рынок торговли людьми для проституции из Индонезии, Малайзии, Таиланда и Китая.

## Общие сведения
Проституция в Восточном Тиморе легальна, но принуждение и вовлечение третьих лиц в целях получения прибыли или содействия проституции запрещены. В стране насчитывается 1 688 работников секс-индустрии. Многие местные проститутки занялись секс-торговлей из-за бедности и отсутствия работы. Иностранные проститутки, особенно из Индонезии, Китая и Филиппин, въезжают в страну по 90-дневным туристическим визам. Вовлечение в занятие проституцией несовершеннолетних и торговля людьми с целью продажи их в сексуальное рабство, не смотря на значительные усилия остаются серьезной проблемой для Восточного Тимора.